# Йозеф Балажі
Йозеф Балажі (словац. Jozef Baláži, угор. Jozef Balázsy, 2 листопада 1919, Братислава — 30 травня 1998, Братислава) — словацький та чехословацький футболіст і футбольний тренер. Навчався на юридичному факультеті Університету Коменського у Братиславі й у 1949 році здобув ступінь доктора юридичних наук.

## Клубна кар'єра
Як студент займався багатьма видами спорту, досяг кількох часткових успіхів у спринтерських дисциплінах, настільному тенісі та баскетболі, втім основним видом спорту став футбол. Виступав за братиславські клуби «Местське заводи», ПТЕ, ВАС, та ОАП, вигравши з останнім чемпіонат Словаччини 1943 року.
Після відновлення Чехословаччини у 1945 році став гравцем клубу «Братислава», який згодом носив назви «Сокол» та «Слован», і виграв три чемпіонські титули поспіль у 1949—1951 роках. Всього Йозеф Балажі зіграв у чемпіонаті 217 матчів, забив 72 голи. За свою багату футбольну кар'єру він був вилучений лише один раз.
Збірна Чехословаччини: за команду А зіграв у трьох матчах (1947), за збірну Б зіграв у семи матчах. У двох матчах (1943) виступав за команду А Словацької держави. У 1937 році він став єдиним словаком Чехословацької Республіки в молодіжній команді Будапешта.

## Виступи за збірні
6 червня 1943 року Балажі дебютував за збірну Словаччини у товариській грі проти Хорватії (1:3), а за тиждень зіграв свій другий і останній матч за збірну — проти Румунії (2:2), в якій забив гол.
Після Другої світової війни став виступати у збірній Чехословаччини, дебютувавши у її складі в товариській грі проти Румунії (6:2) в Бухаресті 21 вересня 1947 року. До кінця року він зіграв ще й двох матчах за чехословацьку команду і у грі проти Австрії (3:2) забив гол.

## Тренерська кар'єра
Після завершення активної спортивної кар'єри він 40 років продовжував працювати футбольним тренером. 1958 року недовго був головним тренером першої команди «Слована», а більшість часу працював з юнацькими та молодіжними командами «Слована» та «Рапіда» (Братиславп). З юнаками «Слована» здобув титул чемпіона ЧСР у 1961 році.

## Статистика матчів за збірні

### Словаччина
| #  | Дата           | Суперник | Рахунок | Турнір           | Голи |
| -- | -------------- | -------- | ------- | ---------------- | ---- |
| 1. | 7 червня 1943  | Хорватія | 1 — 3   | Товариський матч |      |
| 2. | 13 червня 1943 | Румунія  | 2 — 2   | Товариський матч | 50'  |

### Чехословаччина
| #  | Дата            | Суперник | Рахунок | Турнір           | Голи |
| -- | --------------- | -------- | ------- | ---------------- | ---- |
| 1. | 21 вересня 1947 | Румунія  | 6 — 2   | Товариський матч |      |
| 2. | 5 жовтня 1947   | Австрія  | 3 — 2   | Товариський матч | 51'  |
| 3. | 14 грудня 1947  | Італія   | 1 — 3   | Товариський матч |      |

## Досягнення
- Чемпіон Словаччини: 1942/43
- Чемпіон Чехословаччини: 1948/49, 1949/50, 1950/51